# Rock Aliens
Pour plus de détails, voir Fiche technique et Distribution.
Rock Aliens (Voyage of the Rock Aliens) est un film musical américain réalisé par James Fargo et sorti en 1984.

## Synopsis
Un vaisseau en forme de guitare électrique parcourt l'espace à la recherche de la source de la musique rock 'n' roll. Le robot 1359 fait sortir son équipage de cryogénie à l'approche de la planète Terre, qui lui semble une bonne candidate. Téléportés dans la ville de Speelburgh à l'aide d'une cabine téléphonique, les membres de l'équipage, sont traqués par la shérif locale, qui a été témoin de leur arrivée, et rencontrent notamment deux lycéens, la chanteuse Dee Dee et son petit ami Frankie, qui dirige un groupe de rock local, The Pack.

## Fiche technique
- Titre original : Voyage of the Rock Aliens
- Titre français : Rock Aliens
- Réalisation : James Fargo (et Bob Giraldi pour le clip de la chanson When the Rain Begins to Fall)
- Scénario : Edward Gold, James Guidotti et Charles Hairston
- Musique : Jack White
- Sociétés de production : sKGA/Interplanetary-Curb Communications, Inter Planetary
- Pays de production :  États-Unis
- Langue originale : anglais
- Genre : comédie musicale, science-fiction
- Durée : 97 minutes
- Date de sortie : 1984

## Distribution
- Pia Zadora : Dee Dee
- Craig Sheffer : Frankie
- Tom Nolan : Absid (ABCD)
- Alison La Placa : Diane
- Michael Berryman : Chainsaw
- Le groupe Rhema : les extraterrestres
- Jimmy & the Mustangs : The Pack
- Ruth Gordon : Sheriff
- Jermaine Jackson : Rain
- Peter Cullen : la voix de 1359

## Autour du film
- Le film devait à l'origine être une parodie de film de science fiction de série B, mais un des producteurs, Meshulam Riklis, orienta le film vers l'aspect promotionnel afin de lancer la carrière de chanteuse de son épouse Pia Zadora[1].
- Les projections-test furent jugées si décevantes qu'il ne sortira qu'en 1987 dans quelques salles européennes et en DTV l'année suivante aux USA. Le film ne fit que 46 entrées dans 4 salles en France le premier jour de son exploitation, échec que Mad Movies qualifiera de "veste sidérale"[1].
- Le groupe Rhema ne survivra pas à l'échec du film et sera dissous peu après la sortie de ce dernier[2].